# Benediktinski samostan sv. Marije v Zadru
Ženski Benediktinski samostan sv. Marije stoji v Zadru na Hrvaškem od leta 1066 in stoji ob starejši cerkvi sv. Marije, na vzhodni strani nekdanjega rimskega foruma.

## Zgodovina
Benediktinski samostan je, poleg obstoječe cerkve, leta 1066 osnovala zadrska plemkinja Čika, po materi sestra hrvaškega kralja Petra Krešimirja IV. in mu zagotovila visoke kraljevske časti. Ko je vstopila kot nuna v samostan, je Čika z drugimi dragocenostmi prinesla tudi dva himnarija in en brevir. Oba himnarija sta izgubljena, brevir pa je ohranjen in ga hranijo v Bodleianovi knjižnici v Oxfordu. Ta rokopis ni le najstarejša ohranjena knjiga te vrste na svetu, temveč vsebuje zanimive literarnih spise, lepe drobne slikarije in številne zapise pesmi iz tistega časa.
Čikina hči Vekenega je po tragični smrti svojega moža Dobroslava, vstopila kot nuna v samostan sv. Marije okoli leta 1072. Vekenega je kot poglavarka in prva Čikina naslednica na mestu opatinje znala izkoristiti velike politične spremembe v Hrvaški ob koncu 11. stoletja in prepričati novega kralja Kolomana, da finančno podpre njeno obsežno gradbeno dejavnost na dokončanju triladijske bazilike leta 1091 in gradnji novih samostanskih stavb. S pomočjo kralja je uspela dvigniti samostansko dvorano - verjetno najlepši romansko obokan prostor na Hrvaškem - in čudovit romanski zvonik, ki nosi Kolomanovo ime in leto 1105. Na zvoniku je na štirih kapitelih vklesano Kolomanovo ime v počastitev vstopa v Zadar leta 1102. V kapeli v zvoniku so ostanki zidnih slik iz 12. stoletja. Vekenega je umrla 27. september 1111. Latinski verzi, ki krasijo njeno grobnico v samostanski dvorani (kapitlju) so pravi biseri domače latinske poezije.
Leta 1507 je Nikola Španić iz Korčule zgradil pročelje in južno stransko steno cerkve, kot tudi glavni portal v renesančnem slogu. V notranjosti je bogata baročna štukatura iz leta 1744.
V 2. svetovni vojni sta bila samostan in cerkev v anglo-ameriškem bombardiranju Zadra uničena. Cerkev s samostanom (na oltarni mizi je napis z imenom Čike in Petra Krešimirja IV.; kop Pieta je iz 15. st., zvonik in kapitelj sta bila obnovljena v povojni obnovi Zadra.
V samostanskem arhiv hranijo dragoceno zbirko ukazov, ki omenjajo hrvaške kralje iz 11. stoletja.

## Stalna razstava cerkvene umetnosti (SICU) - Zlato in srebro mesta Zadra
Benediktinci iz Zadra imajo eno izmed najbolj dragocenih cerkvenih zbirk na Hrvaškem. Zbirka je bila ustanovljena leta 1967 in vsebuje približno 200 predmetov: kamnite skulpture, slike, lesene rezbarije, zlatarske izdelke, križe, kelihe, ciborije, monštrance, relikvije (v obliki rok, poprsja, monštrance, kanonske tablice, okove ikon in drugo, vezenine, cerkvena oblačila in čipke).
Posebej dragoceni eksponati so:
- križec - relikviarij (enklopion) iz 7. / 8. stoletja znan (napačno) kot Čikin križec
- relikviarij sv. Aroncija in sv. Jakoba iz 9. stoletja
- srebrn relikviarij v obliki roke, posute z dragimi kamni, od katerih je najstarejši iz 12. stoletja
- relikviariji v obliki doprsnih kipov od najstarejši datirajo iz 14. stoletja
- množica križev
- ikone, ki so že iz 13. stoletja
- krstilni kamen, del ambona stolnice in drugi kamniti fragmenti iz 12. in 13. stoletja
- gotske skulpture
- slike mojstrov kot sta Vittore Carpaccio ali Palma il Giovane.

## Galerija
- Pogled s foruma
- Notranjost cerkve
- Glavni oltar
- Bista-relikviarij sv.Siksta na razstavi Zlato in srebro Zadra